# Труслейка
Труслейка — село, административный центр Труслейского сельского поселения Инзенского района Ульяновской области. 

## География
Находится на расстоянии примерно 3 километров на север-северо-восток по прямой от районного центра города Инза.

## Название
Название села происходит от мордовских слов: «Турус» — овраг, «Лейка» — ручеёк.

## История
Основано 3 мая 1682 года 15-ю выборного полка солдатами (казаками) для охраны границы русского государства, как Труслейская слобода. В это же время была построена первая деревянная Николаевская церковь, а село стало называться ещё и Николаевское.
В 1780 году, при создании Симбирского наместничества, село Николаевское Труслейка тож, при речке Труслейке, пахотных солдат, помещиковых крестьян, вошло в состав Карсунского уезда .
В 1913 году в селе  было 482 двора, 2965 жителей, Николаевская церковь, земская школа и мужское начальное училище, винокуренный завод.
На 1924 год село входило в состав Труслейского с/с Инзенской волости Карсунского уезда, куда входили: с. Труслейка, Дубенский лесопильный завод и п. Яншилка (Яшенка). Была школа 1-й ступени.
В советский период работали колхозы «Тревога», им.Калинина и совхоз «Инзенский».
В XIX веке церковь сгорела, а в 1879-1880 годах был построен новый деревянный храм. Церковь была возведена на средства прихожан. Церковь имела два престола: главный (холодный) - во имя Святителя и Чудотворца Николая и теплый - в честь воздвижения Честного и Животворящего Креста Господня. При советской власти храм был закрыт, а в 1958 году разобран. Новый храм открылся в 2003 году.

## Население
Население составляло 1419 человек в 2002 году (русские 94%), 1257 по переписи 2010 года.

## Известные уроженцы
- Сойгин, Михаил Фёдорович — советский военнослужащий, контр-адмирал.
- Антоний (Флоренсов)

## Достопримечательности
- Памятник погибшим жителям в ВОВ (1965 г.,)[9].
- Памятный знак «В честь 42-й запасной дивизии, дислоцированной в годы ВОВ на территории поселения» (2007 г.)[10].
- Родник «Провал» (святой источник)[11].